# Amtsgericht Kalisch

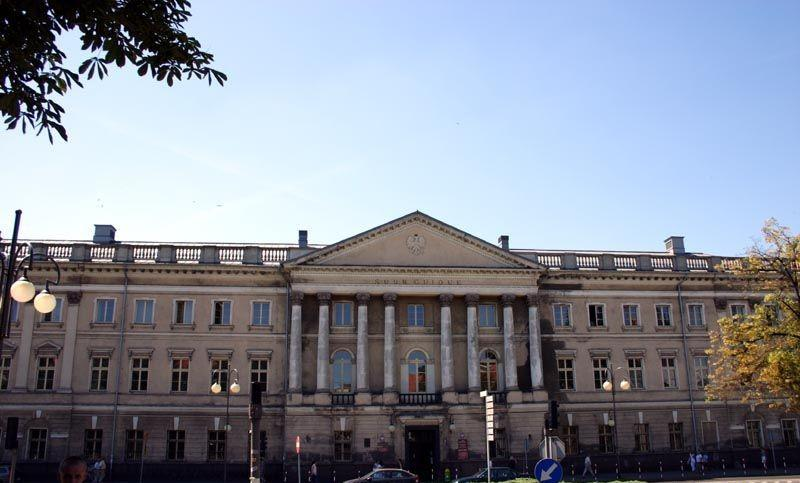
Pałac Trybunalski in Kalisch, Sitz des ehem. Gerichtes (2000)

Das Amtsgericht Kalisch war ein deutsches Gericht der ordentlichen Gerichtsbarkeit im Bezirk des Landgerichtes Kalisch mit Sitz in Kalisch.

## Geschichte
Das Landgericht Kalisch mit Sitz in Kalisch wurde während der deutschen Besetzung Polens 1939 mit Erlass vom 26. November 1940 als Landgericht im Bezirk des Oberlandesgerichtes Posen gebildet.  In  Kalisch wurde das Amtsgericht Kalisch als eines von vier Amtsgerichten dieses Landgerichtes gebildet.
Nach Kriegsende 1945 wurde der Landgerichtsbezirk wieder unter polnische Verwaltung gestellt. Anstelle des Amtsgerichtes Kalisch wurde das Sąd Rejonowy w Kaliszu bzw. 1950–1975: Sąd Powiatowy w Kaliszu eingerichtet.

## Land- und Amtsgerichtsgebäude
Das Landgericht wie auch das Amtsgericht hatten ihren Sitz im Pałac Trybunalski (heutige Adresse: al. Wolności 13). Dieses Gebäude wurde nach Plänen von Sylwestra Szpilowskiego von 1819 bis 1821 in klassizistischem Empire-Stil erbaut. Es diente von Anfang an als Gerichtsgebäude. Im Jahre 1964 wurde es unter Denkmalschutz gestellt.Koordinaten: 51° 45′ 36,1″ N, 18° 5′ 21,1″ O